# История Албании
История Албании составляет часть истории Европы. В период античности территория современной Албании была населена некоторыми иллирийскими племенами, такими как ардиеи, амантины, тавлантии и многими другими, а также фракийскими и греческими племенами и греческими колониями на берегу Адриатического моря. В III веке до нашей эры территория была аннексирована Римом и стала частью римских провинций Далмация, Македония и Верхняя Мёзия. Впоследствии территория оставалась под римским и византийским контролем до славянских миграций VII века. Албания была включена в Болгарскую империю в IX веке. В средние века были созданы княжество Арберия и государство крестоносцев, известное как королевство Албания. Некоторые районы стали частью венецианской и сербско-греческой империи, но перешли в Османскую империю в XV веке. В 1912 году получила независимость. В разные годы 1920—1930-х была попеременно республикой или королевством, в 1939 году была оккупирована Италией.

## Доисторический период
Албания была населена уже в период верхнего палеолита. Кониспольские пещеры — весьма примечательный археологический памятник, где обнаружены следы обитания со времён палеолита и до железного века. В эпоху неолита Албания находилась на рубеже нескольких крупных археологических культур, в основном связанных происхождением с Сескло и Старчево-Кришской культурой. Поздние потомки неолитического населения (культура Малик) были ассимилированы носителями индоевропейских языков, в результате чего образовался народ иллирийцы.
В могильнике Каменице хоронили людей эпоху поздней бронзы (1200-1050 гг. до н. э.) и в раннем железном веке (1050-750 гг. до н. э.).
У образца железного века I14689 (2663—2472 лет назад) из Чинамака (Çinamak) в округе Кукес (область Кукес) была определена Y-хромосомная гаплогруппа R1b-M269, у образца I14688 (1706; Tumulus 14, grave 92, 27, Çinamak, 600–400 лет до н. э.) определена Y-хромосомная гаплогруппа R1b-PF7562 (субклад R1b-PF7563) и митохондриальная гаплогруппа T2b (субклад T2b-f*).

## Античный период
В античный период территория современной Албании населена иллирийскими племенами (вероятно, предками современных албанцев), главным образом племенем тавлантиев и дарданцев. Южная её часть входила в состав Эпира. Центральная часть с греческими городами Аполлония и Эпидамн, переименованном при римлянах в Диррахий (ныне Дуррес), со времён Филиппа II и Александра Македонского спорадически входила в состав государства Македония, а с присоединением его к Риму в 146 до н. э. — вошла в состав одноимённой римской провинции. Северная часть с городами Скодра (ныне Шкодер) и Лисс со II века до н. э. вошла в состав римский провинции Далмация. Диррахий был важным центром, так как он был расположен в узком месте Адриатического моря и из него обыкновенно переправлялись с Балкан в Италию и наоборот; там начиналась стратегически важная Эгнатиева дорога, ведшая через весь полуостров в Фессалоники и дальше через Византий в Азию.

## Средневековье
При разделе Римской империи основная часть страны вошла в состав Византии, Далмация — в состав Западной Римской империи. Подверглась нашествиям готов и гуннов (конец IV—V вв.), с конца VI века — славянских племён. Часть территории в течение около века входила в состав так называемого Первого Болгарского царства. После взятия Константинополя крестоносцами части территории современной Албании были попеременно под властью венецианцев, Эпирского царства, Неаполитанского королевства, Сербского королевства. В середине XIV века (1336—1355) вся территория Албании была завоёвана сербским королём Стефаном Душаном. После падения Византии в 1204 г. крестоносцы создали небольшое, но стратегически важное королевство Албания со столицей в г. Дурресе (1271—1333; 1355—1368). В 1368 г. Дуррес возглавил Карл Топия — первый этнически албанский князь в истории Балкан, создавший здесь средневековое княжество Албания. До этого государственные образования в стране формировались представителями других национальностей — римлянами, греками, венецианцами и крестоносцами различных стран.

## Войны Скандербега
В 1381 году турки проникают на территорию Албании и поддерживают в межплеменной войне род Топия против рода Бальшей. Албания превратилась в поле столкновения интересов венецианцев и турок. Турки называли албанцев арнаутами. В 1385 году сербские и албанские князья потерпели поражение в битве при Савре.
В середине XV века сопротивление туркам оказывал национальный герой Скандербег.

## В составе Османской империи (1468—1912)
К концу 1571 года турки полностью вытесняют венецианцев с территории Албании. Горный север Албании сохранил определённую автономию. Власть там принадлежала советам старейшин во главе с байрактарами — Хранителями Знамени. В Албании постепенно распространяется ислам.
В составе Османской империи Албания обладала достаточной автономией. Земли, населённые албанцами, в 1835 были разделены на эйялеты Янина и Румелия, во главе которых ставились чиновники из Константинополя. Позже, в 1846 году, были созданы пашалыки в Монастире (до 1877 года) и Ускибе (до 1863 года). После 1865 года Стамбул повторно разделил албанские земли между вилайетами Ишкодра (Шкодер), Янина (с 1867), Битола (Монастир) и Косово (с 1877).
После русско-турецкой войны 1877—1878 годов, по плану Сан-Стефанского мирного договора земли населённые албанцами должны были быть разделены между Сербией, Черногорией и Болгарией. Это вселило значительную тревогу во многих албанцев и способствовало албанскому национальному движению.
Весной 1878 года в Константинополе, албанцы, в том числе Абдюль Фрашери и Абеддин Дино создали Албанский Янинский комитет, который выступал за право албанцев создать свою автономию в составе Оттманской империи. Абдюль написал проект Декларации об автономии Албании, которая была принята во время работы Призренской лиги летом того же года.
В 1880 году руководителем лиги стал Абдуль-бей Фрашери. При широчайшей поддержке со стороны народных масс турецкое правительство было изгнано с территорий с албанским населением. В 1881 году Призренская лига объявила себя временным правительством на этих территориях. Но турецкому правительству удалось разбить плохо вооруженные отряды албанцев и нанести Призренской лиге окончательное поражение.
После свержения младотурками султана Абдул-Хамида II в июле 1908 года появились албанские школы, возникли газеты и политические клубы, особенно на юге страны. В ноябре 1908 в Монастире (Битоль) состоялся национальный конгресс, обсудивший вопрос о национальной автономии и едином албанском алфавите на основе латиницы. 
В 1909 году в Албании вспыхнуло восстание, которое было подавлено. Турецкие власти объявили все албанские национальные организации вне закона, закрыли албанские школы и печатные издания.
Весной 1911 года албанские националисты подготовили новое восстание, которое должно было охватить всю страну. Программой восстания стало требование автономии (т. н. «Красная книга»). младотурецкое правительство подкупом и угрозами склонило часть руководителей албанских повстанцев к соглашению, пообещав незначительные льготы для албанцев (в школьном образовании, в военной службе, в налогообложении).
В марте 1912 года в Албании вспыхнуло новое восстание крестьян в северных горных районах, распространившееся затем на южную и центральную Албанию.

## Независимая Албания
В ходе Первой Балканской войны 1912—1913 годов сербские войска заняли значительную часть Албании с Дурресом, на которой был образован округ Драч. Однако сербам не удалось на долго удержаться на этой территории и уже в апреле 1913 года они покинули Адриатическое побережье под натиском флота великих держав.
28 ноября 1912 года во Влёре была провозглашена независимость Албании. В 1912—1913 Австро-Венгрия, Британия, Германия, Италия, Россия и Франция признали вначале автономию, а затем — независимость Албании от Турции. Фактически над Албанией был установлен протекторат этих шести держав, которые и определили границы нового государства. В октябре 1913 года из-за албанско-сербских противоречий по поводу государственной границы в Северную Албанию были введены сербские войска, что едва не привело к началу масштабной войны. Под давлением Австро-Венгрии и Германии Сербия вывела свои войска из Албании.
Вопреки решениям великих держав, греческие войска оккупировали значительные территории Южной Албании (Северного Эпира) и 28 февраля 1914 года в Гирокастре была провозглашена «Автономная республика Северного Эпира» во главе с бывшим министром иностранных дел Греции Г. Зографосом. 2 апреля 1914 года для расширения границ этой «автономии» был инспирирован
антиалбанский мятеж в Корче, который вскоре был подавлен албанскими силами.
В 1914 году на короткое время князем Албании был провозглашён Вильгельм Вид, вскоре свергнутый в ходе проитальянского переворота. Столкновение итальянских интересов с германскими в Албании стало одной из причин перехода Италии на сторону Антанты.
В годы Первой мировой войны Албания превратилась в арену военных действий. В апреле 1915 года страны Антанты и Италия подписали секретный договор, ликвидировавший независимость Албании. Её территория к концу войны была оккупирована итальянскими, сербскими и греческими войсками.
После Первой мировой войны обсуждение границ молодого государства на Парижской мирной конференции оказалось безрезультатным. К 1920 году оккупационные зоны Антанты на юге Албании почти полностью исчезли, но Италия продолжала контролировать Влёру с окрестностями и супрефектуру Тепелена к северу от Гирокастры. 
21—31 января 1920 года албанский Национальный конгресс вновь провозгласил независимость страны и объявил Тирану столицей государства. 5 июня 1920 года албанские повстанцы начали наступление на Влёру. 2 августа 1920 в Тиране было заключено албано-итальянское соглашение, предусматривавшее вывод всех
итальянских войск из Албании. 
Югославия продолжила оккупацию части страны, а столкнувшись с сопротивлением албанцев, Белград поддержал клан гэг, под руководством Гьона Маркадьони (Gjon Markagjoni), который поднял своё католическое племя против регентства и парламента. Маркадьони провозгласил создание независимой Республики Мирдита. В ноябре 1921 года Югославия ввела войска на территорию новообразованной республики. Лига Наций направила комиссию в составе представителей Великобритании, Франции, Италии и Японии, которые подтвердили границы Албании 1913 года. Югославия была вынуждена вывести свои войска. Республика Мирдита была отменена.
Официальное закрепление границ Албании произошло лишь 9 ноября 1921 года на Лондонской конференции послов Великобритании, Франции, Италии и Японии, при этом албано-югославская граница была пересмотрена в пользу Югославии.
Ахмет Зогу в 1924 году был премьер-министром Албании (23 февраля на него совершил покушение республиканский активист Бекир Вальтери, впоследствии крупный деятель албанского фашизма). В июне того же года его сверг епископ Фан Ноли имеющий коммунистическую ориентацию. Ноли назначил себя премьер-министром.
Сбежав в Югославию, Зогу сформировал отряд из своих сторонников и иностранных наёмников численностью около тысячи человек. Ведущую роль в отряде играли русские добровольцы из белогвардейской эмиграции, которые были готовы снова выступить против коммунистически настроенных сил епископа Ноли. Всего в Албанию отправилось 108 (по другим данным 110) русских добровольцев. Командование русским отрядом принял полковник русской и сербской армии Илья Миклашевский.
17 декабря отряд пересёк границу Албании. За девять дней монархисты захватили Албанию и разгромили «красные» войска епископа Ноли, в армии которого в то время было 7,5 тыс. и 3 тыс. жандармерии. Епископ Фан Ноли бежал, Зогу созвал законодательное собрание, провозгласившее его в 1925 году президентом, а в 1928 году — королём.

## Итальянская оккупация (1939—1943)
7 апреля 1939 года Италия ввела в Албанию 50-тысячный корпус и к 10 апреля аннексировала её территорию. Зогу эмигрировал в Грецию. 12 апреля правительство Албании оформило унию с Италией. Премьер-министром переходного правительства стал Шефкет Верладжи. Страной управлял наместник итальянского короля вице-король Франческо Якомони ди Сан-Савино, которому подчинялась албанская национальная администрация. За период с 1939 по начало 1941 года были сформированы Албанская фашистская партия, Албанская Королевская гвардия, дислоцировавшаяся в Риме, четыре Албанских фашистских милицейских легиона (NN с 1 по 4), первые два из которых общей численностью 12 тысяч бойцов приняли участие во вторжении в Грецию (1940). С декабря 1940 по апрель 1941 Греция вновь оккупировала Южную Албанию (Северный Эпир). Помимо этого были созданы шесть Королевских Албанских пехотных батальонов, три артиллерийские батареи, две лёгких батареи ПВО, а также пять иррегулярных добровольческих батальонов. 1940—1941 гг. албанцев стали призывать в итальянские ВМС, ВВС, пограничную и таможенную охрану, а также в карабинеры. В самой Албании для поддержания порядка были созданы местные полицейские силы.
12 августа 1941 года указом итальянского короля Виктора Эммануила III на оккупированных албанских территориях учреждалось великое герцогство Албания, включающее также в себя территории Метохии, центрального Косово и западной Македонии. С усилением деятельности партизан в конце 1941 г. были сформированы Албанские Стрелковые полки (Cacciatori d’Albania) (NN с 1 по 3). Каждый полк насчитывал 2—3 тысячи бойцов в двух пехотных батальонах, пулемётной роте и артиллерийской батарее. Весной 1943 года в Косово был создан четвёртый полк, включенный под N1 в 1-ю Албанскую стрелковую бригаду, однако из-за низкой боеспособности и массового дезертирства из 2-го и 3-го полков, она была расформирована перед капитуляцией Италии. Во второй половине 1941 года под руководством немецких властей в Косово для поддержания порядка была создана албанская жандармерия (ок. 1 тысячи человек) со штабом в Косовска-Митровице. При ней имелось около тысячи албанских добровольцев, отрядами которых командовали сельские старосты.
6 июля 1943 года в деревне Борова, на юго-востоке Албании, немецкие войска убили 107 мирных жителей в отместку за нападение албанских партизан на немецкий конвой.

## Немецкая оккупация (1943—1944)
C 1943 года в стране развернулось массовое партизанское движение, было начато формирование регулярной Национально-освободительной армии (НОА). В сентябре того же года, после свержения Муссолини, фашистская Италия капитулировала перед англо-американскими войсками и вышла из войны, но уже 10 сентября в страну вошли немецкие войска. Были созданы Вторая Призренская лига и коллаборационистское правительство Реджепа Митровицы, в котором ведущую роль играл министр внутренних дел Джафер Дева — крайний великоалбанский националист, глава карательных органов, один из организаторов дивизии СС «Скандербег».
Перелом в вооружённой борьбе наступил лишь через год в результате общего изменения военной ситуации на Балканах. Освободительная борьба переросла в народно-демократическую революцию. 24 мая 1944 года был создан Антифашистский национально-освободительный совет Албании, преобразованный 20 октября того же года во Временное демократическое правительство. 17 ноября 1944 года НОАА освободила Тирану, а 29 ноября завершила освобождение страны.
Определяющую роль в исходе Второй мировой войны в Албании сыграли коммунисты. Под их эгидой были созданы Национально-освободительный фронт и Национально-освободительная армия (НОАА). Лидер компартии Энвер Ходжа являлся председателем фронта и главнокомандующим армией.
Во взаимодействии с югославской коммунистической армией албанские коммунистические отряды вели боевые действия против итальянских и немецких оккупантов, монархистов Легалитети и республиканских националистов Балли Комбетар. Именно югославская помощь в организации и оснащении сделала коммунистическую НОАА наиболее боеспособной повстанческой силой, значительно превосходящей националистов и монархистов. Результатом стала переориентация британской военной миссии на поддержку албанских коммунистов. В ноябре 1944 года НОАА установила контроль над столицей Тираной, всеми крупными городами и почти всей территорией страны.

## Социалистическая Албания (1946—1990)
В 1945 году в Албании прошли выборы в Конституционное собрание, на которых 97,7 % голосов получил коммунистический Демократический фронт. Установилось однопартийное правление Коммунистической партии Албании (КПА, с 1948 — Албанская партия труда, АПТ) во главе с первым секретарём ЦК Энвером Ходжей. 11 января 1946 года была упразднена монархия, провозглашена Народная Республика Албания (НРА), принята Конституция НРА.
На первых порах новый режим пользовался значительной поддержкой населения. Этому способствовали слом прежней феодальной иерархии, введение социальных программ, провозглашение равноправия женщин. В августе 1945 года была объявлена первая в албанской истории аграрная реформа. Помещичье землевладение ликвидировалось, крестьяне наделялись дополнительными угодьями и тягловым скотом, аннулировались их долги. Коллективизация сельского хозяйства, как и в СССР, была проведена не сразу, а лишь после укрепления режима и создания продовольственной базы. Резкий рост социальной мобильности, снятие прежних патриархальных ограничений обеспечивали КПА массовый энтузиазм, прежде всего среди молодёжи и жителей юга страны. Установки на индустриализацию и модернизацию, создание современной социальной инфраструктуры, систем образования и здравоохранения, достижение всеобщей грамотности привлекали и массы молодых крестьян, и многих албанских интеллектуалов. Главным социальным лифтом являлась Албанская народная армия (АНА). Многотысячная АНА являлась не только силовой опорой и политическим орудием КПА/АПТ, но также инструментом новой социализации крестьянских масс и кадровым резервом властей. Сторонниками правящей партии становились отнюдь не только носители коммунистических взглядов. К новому режиму примыкали и приверженцы Фана Ноли, привлечённые левой республиканской риторикой, и националисты, вдохновлённые лозунгами независимости и развития, и монархисты, увидевшие сильную власть, а также карьерные перспективы.
Антикоммунистическая политэмиграция во главе с Мидхатом Фрашери и Абасом Эрменьи консолидировалась в Национальный комитет «Свободная Албания», но не могла оказывать заметного влияния на ситуацию в стране. Попытки вооружённого сопротивления националистической организации Балли Комбетар были жёстко подавлены. Её лидеры (в том числе бывшие министры Кола Тромара и Бахри Омари) казнены по приговору Специального суда. Особые формирования — Brigadave të Ndjekjes — совершили тысячи бессудных убийств (в основном на севере Албании). В январе 1946 года были расстреляны представители католической интеллигенции и ордена францисканцев, члены межконфессионального «Регентского совета»: Антон Харапи, Малик Бушати, Леф Носи. В июле 1946 года суд приговорил к смертной казни деятелей легальной либерально-демократической и конституционно-монархической оппозиции, в том числе Сами Керибаши, Кенана Дибру, Шабана Балу. 20 лет заключения получила лидер Социал-демократической партии Мусина Кокалари. Предстали перед показательными процессами оппозиционные парламентарии из Депутатской группы, многие из них были казнены (в том числе Риза Дани и Шефкет Бейя).
Албанские традиции военной демократии, общинной автономии, неприятие любой государственной власти — особенно на горном католическом севере — способствовали антикоммунистическому вооружённому сопротивлению. В январе 1945 года в Малесии-э-Мади были подавлены Кельмендское восстание Прека Цали и Восстание Коплику Леша Мараши. В сентябре 1946 года произошло Пострибское восстание в Шкодере во главе с Османом Хаджией, Юпом Казази и Ризой Дани. В Мирдите влиятельный клан Kapidani-Маркагьони создал подпольную организацию Горный комитет, которая в августе 1949 года совершила крупный теракт — убийство партийного секретаря Бардока Бибы. В Тепелене осенью 1948 года произошло Восстание Жапокики, возглавленное Байрамом Камбери и Джемалем Брахими. При подавлении этих выступлений органы госбезопасности делали упор не на выявлении конкретных противников, а на массовых репрессиях против населения данных территорий..
Режим Энвера Ходжи отличался последовательностью сталинистского курса. Экономика была огосударствлена и предельно централизована. Политическая власть безраздельно принадлежала верхушке АПТ во главе с первым секретарём. Насаждался культ личности Ходжи. Оппозиция жёстко подавлялась тайной полицией Сигурими. Министр юстиции Бильбиль Клоси заявлял, что политические статьи Уголовного кодекса НРА должны быть жёстче советских аналогов периода сталинских репрессий.
Наряду со сталинским СССР, вторым ближайшим союзником являлся коммунистический режим Югославии Иосипа Броз Тито. В Политбюро и ЦК КПА существовала влиятельная группа, особенно тесно связанная с югославскими коммунистами. Возглавлял её министр внутренних дел Кочи Дзодзе, в то время второе лицо партии и государства после Энвера Ходжи. Политические решения КПА согласовывались с Белградом. Был подготовлен план объединения денежных систем лека с динаром. Коммунисты, выступавшие против подчинения Белграду, отстаивавшие самостоятельность Албании, подвергались жёстким преследованиям. В 1947 были репрессированы министр информации Сейфула Малешова и директор Банка Албании Костандин Бошняку (исторически первый албанский коммунист). Покончил с собой министр экономики Нако Спиру.
Резкий разворот произошёл в 1948 году. При советско-югославском расколе 1948 года Ходжа принял сторону Сталина и провёл партийную чистку. На «титоистов» обрушились репрессии, в ходе которых был арестован и казнён через повешение его единственный политический конкурент Кочи Дзодзе. Титоистская Югославия сделалась главным врагом ходжаистской Албании. Партийная чистка, проведённая силами Сигурими, утвердила единовластие Энвера Ходжи. На вторую позицию в партийно-государственной иерархии выдвинулся Мехмет Шеху, сменивший Дзодзе во главе МВД. С 20 июля 1954 года по 17 декабря 1981 года Шеху занимал должность председателя Совета Министров Албании. Тогда же, в 1948 году, съезд КПА по рекомендации Сталина переименовал партию в АПТ (Албанскую партию труда). Этот жест символически обозначил полную лояльность албанских коммунистов в отношении СССР и ВКП(б).
В феврале 1951 года антикоммунистическая подпольная организация Фронт сопротивления/Национальное единство организовала взрыв на территории советского посольства в Тиране. Это послужило предлогом для бессудного расстрела 22 представителей оппозиционной интеллигенции и предпринимательства (наиболее известны предприниматель Йонуз Кацели и учёная Сабиха Касимати). Из последних структур организованного сопротивления был Албанский союз антикоммунистического освобождения, ликвидированный Сигурими в 1952.
В августе 1955 года была учреждена специальная комиссия по депортациям. Тысячи албанских семей, признанных «неблагонадёжными», разъединялись и переселялись в незнакомые места и труднодоступные районы под жёстким контролем властей.
В апреле 1956 года на конференции АПТ в Тиране было подавлено выступление коммунистических идеалистов — сторонников Хрущёвской оттепели против правящей сталинистской группировки. Были репрессированы сторонники «оттепели» — Тук Якова, Бедри Спахиу, Лири Белишова, Дали Ндреу, Лири Гега, Панайот Плаку.
Жёстко преследовалась религия. В 1967 году Албания была провозглашена «первым в мире атеистическим государством». Религиозное мировоззрение и в особенности отправление религиозных обрядов приравнивалось к государственным преступлениям и каралось вплоть до смертной казни. Широко известна история католического священника Штьефена Курти, расстрелянного в 1971 году за тайное крещение ребёнка. Драматичным эпизодом явилось жестоко подавленное в мае 1973 года восстание в тюрьме Спач, казнь Паля Зефи, Хайри Пашая, Дервиша Бейко, Скендера Дайи. В мае 1979 в Спаче были выявлено подпольные группы националистов и «ревизионистов», казнены диссиденты: коммунисты Фадиль Кокомани, Вангель Лежо и антикоммунист Джелаль Копренцка (ранее, в 1963, были расстреляны участники подпольной группы Кокомани—Лежо — Трифон Джагика и Тома Рафаэли).
Регулярно проводились партийные чистки. Истреблялись «титоисты», носители «либерального уклона», разоблачались «антипартийные заговоры». В 1974—1975 годах были арестованы и приговорены к длительным срокам заключения бывший председатель Народного собрания и министр культуры Фадиль Пачрами и руководитель албанского гостелерадио Тоди Лубонья. В 1975 году был расстрелян министр обороны Бекир Балуку, генералы Петрит Думе и Хито Чако, к 25 годам тюрьмы приговорён генерал Рахман Парлаку (двумя десятилетиями ранее именно Балуку подавил выступление Плаку—Ндреу). Тогда же, в середине 1970-х годов, подверглись репрессиям кадры хозяйственного руководства: были арестованы и в 1977 году расстреляны министр экономики Абдюль Келези (за «ревизионизм») и министр промышленности Кочо Теодоси (за «военно-экономический заговор»).
Количество политических казней за сорокалетнее правление Энвера Ходжи оценивается почти в 5,5 тысяч человек, более 34 тысяч осуждены на различные тюремные сроки, из них около 1 тысячи умерли в заключении. Интернированию и депортациям подверглись 50 тысяч человек. Для страны, население которой составляло в тот период 1,2—2,7 миллиона, это были серьёзные показатели. (Албанский Институт изучения преступлений коммунизма, возглавляемый историком Агроном Туфой приводит другую статистику: 21,3 тысячи казнённых, 10 тысяч погибших от пыток, 64,1 тысячи политзаключённых (средний срок заключения — 9 лет), 220 тысяч депортированных.)
По имеющимся данным, задержания, допросы, принудительные работы, полицейский надзор применялись к трети населения Албании.
В то же время, резкий слом патриархальных структур, провозглашение равноправия женщин, политика индустриализации повысили социальную мобильность и тем самым создали режиму поддержку заметной части населения.
До 1956 года Албания поддерживала отношения с СССР в противовес Югославии, однако после XX съезда КПСС был принят курс на политическую изоляцию. В 1960 году на встрече руководителей Компартий в Бухаресте Ходжа осудил политику Хрущёва, а в декабре 1961 года Албания разорвала дипломатические отношения с СССР, затем вышла из СЭВ (1962) и Организации Варшавского договора (1968). Впоследствии отношения поддерживались только с маоистским Китаем и Румынией. В 1975 году Албания стала единственной страной, которая отказалась подписать Заключительный акт СБСЕ. В 1978 году произошёл разрыв отношений и с КНР. Таким образом, Албания перешла к полной международной самоизоляции. Но при этом Энвер Ходжа пытался влиять на международную политику через подконтрольные ходжаистские группировки, как легальные, так и нелегальные, создаваемые в различных странах.
В конце 1970-х Энвер Ходжа определился с преемником — им стал член Политбюро ЦК АПТ, секретарь ЦК по идеологии, председатель Президиума Народного собрания НСРА Рамиз Алия. При этом обострились отношения между Ходжей и его ближайшим сподвижником — премьер-министром Мехметом Шеху. По ряду оценок, Шеху выступал за более прагматичный курс в экономике и внешней политике. В декабре 1981 года было объявлено о самоубийстве премьера. Вскоре он был объявлен «врагом партии и социализма».
В сентябре 1982 года антикоммунистическая Группа Шевдета Мустафы предприняла неудачную попытку убить Энвера Ходжу. Эта акция и «дело Шеху» были использованы как предлогом для новой волны политических репрессий. Несколько связанных с Шеху высокопоставленных чиновников, в том числе экс-министры внутренних дел Кадри Хазбиу и Фечор Шеху, экс-министр здравоохранения Ламби Зичишти, были казнены. Длительные сроки заключения получили многолетний министр иностранных дел Нести Насе и бывший директор Сигурими Михалак Зичишти.
После смерти Энвера Ходжи 11 апреля 1985 верховную власть в стране принял Рамиз Алия. Он занял пост первого секретаря ЦК, сохранив за собой председательство в Президиуме Народного собрания. Алия подчёркивал приверженность наследию Ходжи. Никаких существенных реформ не проводилось, партийная диктатура и полицейский контроль сохранялись в полной мере, продолжалось насаждение культа Сталина и Ходжи. Последняя политическая казнь в Албании совершилась 10 августа 1988 — в Кукесе был повешен поэт-диссидент Хавзи Нела. Однако репрессии заметно снизились в масштабах, стали допускаться дискуссии по вопросам культуры; религия и мелкий частный бизнес (цеховики) не были официально разрешены, но перестали жёстко преследоваться. Заметно улучшились отношения Албании с ближайшими соседями, странами Восточной Европы, а также Италией. Экономические трудности и рост социальной напряжённости вынуждали к поиску внешних заимствований (что категорически запрещалось при Ходже). Одной из знаковых перемен в плане выхода из международной изоляции стало соединение железнодорожных сетей Албании и Югославии в 1986 году.
Горбачёвская политика гласности и перестройки сильно осложнила положение партократии АПТ. Тоталитарный режим НСРА оказался под многосторонним давлением с Запада, с Востока и со стороны собственного народа. С лета 1988 года массовое недовольство стало перерастать в активные протесты. Возникали нелегальные профсоюзные ячейки, вспыхивали забастовки. Подпольные молодёжные группы совершала акции прямого действия — уничтожение партийных лозунгов и портретов Ходжи, написание антикоммунистических и антиходжаистских граффити, распространение листовок, физические столкновения с членами албанского комсомола. В конце декабря 1989 года в Тиране стали появляться листовки с призывом последовать румынскому примеру — в том числе в части, касающейся правителей лично.

## Новейшая история
С января 1990 года в Албании развернулись массовые протесты, достигшие особых масштабов в декабре 1990 и феврале 1991. Правящая группа вынуждена была согласиться на многопартийную систему. Началось интенсивное создание новых политических партий. Первой возникла Демократическая партия Албании (ДПА) во главе с Сали Беришей, затем Республиканская партия Албании (РПА, лидер Сабри Годо), Социал-демократическая партия Албании (СДПА, лидер Скендер Гинуши), Христианско-демократическая партия Албании (лидер Зеф Бушати) и ряд других.
В мае 1991 всеобщая забастовка под антикоммунистическими лозунгами вынудила президента Алию и правительство согласиться на досрочные парламентские выборы. 22 марта 1992 года оппозиционная Демократическая партия Албании (ДПА) одержала победу и сформировала правительство. Президентом стал лидер ДПА Сали Бериша. Так в течение двух лет произошло падение коммунистического режима в Албании.
Ещё будучи президентом, Алия (последним в Европе) подписал Хельсинкские соглашения и обязался соблюдать права человека, разрешил политические партии, и хотя его собственная партия победила на выборах в марте 1991, всем стало ясно, что перемены не остановить.
9 мая 1991 года премьер-министром стал малоизвестный технократ Фатос Нано, который сохранил в основном состав своего первого (февральского) кабинета. Он начинал свою деятельность в обстановке разваливающейся экономики. Инфляция достигала 250 % в месяц, резко возросла безработица. Программа, с которой выступил Нано, предусматривала ряд кардинальных реформ в интересах быстрейшего перехода к рыночной экономике. Однако ДП заблокировала деятельность правительства, ведя дело к его отставке и в конце концов добилась этого.
В середине мая истекал срок «джентльменского соглашения» АПТ с оппозицией, согласно которому вводился мораторий на акции протеста, дестабилизирующие положение. Независимые профсоюзы не преминули воспользоваться этим для организации всеобщей забастовки, выдвинув нереализуемые на тот момент требования, среди которых фигурировали увеличение зарплаты на 100 % и пенсий, шестичасовой рабочий день и др. Около 300 тысяч рабочих включились в движение. Правительство отказалось пойти на уступки, и тогда начались голодовки. Правительство Нано подало в отставку. В результате работы согласительной комиссии, в которой участвовали представители всех (в том числе и непарламентских) партий, 11 июня оформилось коалиционное правительство, или «правительство национальной стабильности», во главе с коммунистом Юли Буфи (министр продовольствия в правительстве Нано). Его заместителем и одновременно министром экономики стал один из ведущих деятелей ДП, доктор экономических наук Грамоз Пашко. Половину министерских постов (12 из 24) заняла АПТ, 7 — ДП, по 2 — республиканцы и социал-демократы, 1 — аграрии.
Также в июне 1991 года прошёл очередной съезд АПТ, который завершился принятием решений, знаменовавших разрыв с прежней линией КПА/АПТ. Изменилось название партии — она стала именоваться Социалистической партией Албании (СППА), символом которой стала красная гвоздика, а не привычные пятиконечные красные звёзды и серп с молотом. Исчез пост генерального или первого секретаря, уступив место должности председателя партии, которым стал Фатос Нано. Изменился персональный состав руководства, полностью очистившийся от последователей Ходжи. Они или сами вышли из партии, или были исключены из неё.
Предварительное подведение итогов за 1991 г. засвидетельствовало падение производства на 50 %. Если Ф. Нано в марте говорил о внешней задолженности в сумме 350 млн долл., то в декабре она составила почти 600 млн. Либерализация цен привела к галопирующей инфляции, достигшей 600 %.
Всплески насилия и мародёрства, наблюдавшиеся всякий раз, когда в стране или отдельной её части возникали форс-мажорные ситуации, способствовали появлению устойчивого деструктивного синдрома. Общество быстро люмпенизировалось. Массовая безработица с неизбежностью вела к тому, что активное трудоспособное население или покидало страну, или превращалось в резерв быстро набиравших силу мафиозных структур. 7 декабря 1991 года декретом Совмина вводилось по сути дела военное положение. В декрете говорилось, что поскольку силы правопорядка не могут обеспечить охрану складов, магазинов, промышленных и торговых центров, хлебопекарен, электростанций, водохранилищ и других объектов, то правительство возлагает выполнение этих функций на армию.
6 декабря Ю. Буфи подал в отставку, а 19 декабря был сформирован новый кабинет министров во главе с Вильсоном Ахмети, занимавшим пост министра продовольствия в предыдущем составе правительства. В кабинет вошли беспартийные интеллектуалы, и только сам премьер и ещё два министра являлись членами СПА. Единственной задачей правительства на зимний период стало обеспечение элементарного порядка в стране в преддверии досрочных парламентских выборов, назначенных на 22 марта 1992 года.
На всеобщих выборах победу одержала уже ДПА, набравшая 62 % голосов (места в парламенте: ДП — 92 места из 140, СП — 38, социал-демократы — 7, республиканцы — 1, Партия прав человека — 2). Крах коммунистического режима вызвал массовый отток населения из Албании, когда сотни албанцев переплывали Адриатическое море на лодках и высаживались в Италии.
4 апреля 1992 года подал в отставку Рамиз Алия, и новым президентом был избран лидер ДПА Сали Бериша. Отказавшись от поста председателя ДПА, Бериша не вышел из её руководства, сохранив тем самым в своих руках все бразды правления. Вступив в должность, он поручил формирование правительства Александеру Мекси, исполнявшему до того функции вице-председателя парламента. 13 апреля премьер представил кабинет, составленный преимущественно из демократов, с включением двух беспартийных (министры юстиции и промышленности), одного республиканца (министр транспорта и коммуникаций) и одного социал-демократа (генеральный секретарь кабинета министров).
Эволюция процессов демократизации страны, начатых при Р. Алия и проявившихся, в частности, в победе на выборах 1992 года демократической партии, привела к усилению роли общественного мнения, результатом чего, отчасти, стало признание Албанией при президенте С. Бериши края Косово в 1992 году. Летом 1992 года вновь возникла угроза массового исхода из страны, которую частично удалось ликвидировать в рамках развернувшейся к тому времени операции «Пеликан» — специальной продовольственной и медицинской программы помощи, организованной итальянским правительством в период с сентября 1991 года по декабрь 1993 года.
Первое правление ДПА характеризовалось не только демократическими преобразованиями, но заметными авторитарными тенденциями. Инструментом партийной политики и лично президента Бериши являлась новая спецслужба SHIK во главе с активистом ДПА Башкимом Газидеде. Министр обороны Сафет Жулали обеспечивал президентсккий контроль над армией.
На всеобщих выборах в июне 1996 года Демократическая партия прибегла к манипуляции результатами голосования для получения абсолютного большинства в парламенте. В марте 1997 года страну охватили массовые волнения, связанные с утратой населением сбережений из-за участия в расплодившихся в стране финансовых пирамидах». Подавление президент Бериша поручил Газидеде и Жулали. Во многих городах для наведения порядка пришлось привлекать полицию, создавать отряды вооружённых добровольцев и выдвигать регулярные армейские подразделения с бронетехникой. Несколько тысяч человек погибли в столкновениях. Однако подавить вооружённые протесты не удалось.
В страну в рамках операции «Альба» были введены полицейские силы Италии и ещё ряда государств. Их задачей было поддерживать порядок и охранять гуманитарные грузы, идущие в Албанию. На фоне воцарившейся анархии внеочередные выборы 1997 года выиграла посткоммунистическая Социалистическая партия, правопреемница Албанской партии труда. Лишь в 2005 году она вновь уступила большинство мест в парламенте Демократической партии.